# Ревеню, Даниэль
Даниэль Жан Клод Эрнест Ревеню (фр. Daniel Jean Claude Ernest Revenu; 5 декабря 1942, Исудён, Эндр — 2 января 2024, Мелён, Сена и Марна) — французский фехтовальщик-рапирист, олимпийский чемпион, чемпион мира, 3-кратный чемпион Франции.

## Биография
Родился в 1942 году в Исудёне; его отец Эрнест Ревеню был известным тренером, воспитавшим многих знаменитых французских фехтовальщиков.
В 1963 году стал чемпионом Франции и обладателем бронзовой медали чемпионата мира. В 1964 году на Олимпийских играх в Токио завоевал бронзовые медали в личном и командном первенствах. В 1965 году опять стал чемпионом Франции, а на чемпионате мира завоевал серебряную и бронзовую медали. В 1968 году принял участие в Олимпийских играх в Мехико, где стал обладателем золотой и бронзовой медалей. В 1971 году стал чемпионом мира. В 1972 году на Олимпийских играх в Мюнхене стал обладателем бронзовой медали. В 1974 году опять стал чемпионом Франции и бронзовым призёром чемпионата мира. В 1976 году стал обладателем бронзовой медали Олимпийских игр в Монреале.